# シャイ (バンド)
シャイ（Shy）は、イギリスのメロディアス・ハードロック・バンド。1980年代の初めにトニー・ミルズ（ボーカル）、スティーヴ・ハリス（ギタリスト。アイアン・メイデンのベーシストのスティーヴ・ハリスとは同名異人）、アラン・ケリー（ドラム）、パディ・マッケンナ（キーボード）、マーク・バドリック（ベース）の5人で結成された。日本でもメロディアス・ハードロック・ファンを中心に根強い人気がある。

## 略歴
1983年にインディ・レーベル「Ebony Records」より『ワンス・ビトゥン・トゥワイス・シャイ』でデビュー。1984年にはメジャー・レーベルのRCAレコードと契約する。RCAでは1985年に『ブレイヴ・ザ・ストーム』、1987年に『イクセス・オール・エリアズ』というアルバムを発表している。一時は大きく飛躍すると期待されたが、思ったほどの成功を収めることはできず、2枚のアルバムのみでRCAからは契約を切られてしまう。すぐにMCAレコードに移籍したシャイは、ロイ・トーマス・ベイカーを音楽プロデューサーに迎えたアルバム『ミスペント・ユース』を1989年にリリースするが、それでもセールスが伸びず、ツアー後にはMCAとの契約も失ってしまった。それを機にトニー・ミルズが脱退（1990年）し、自己のバンドであるサイアムを始動する。バンドは2年がかりで新しいボーカリスト、ジョン・ワードを見つけ出し、1994年には5年ぶりのアルバムとなる『ウェルカム・トゥ・ザ・マッド・ハウス』をリリースするが、ついに力尽きたシャイは1995年に解散してしまう。
しかし、1999年にトニー・ミルズが戻ったシャイは復活し、活動を再開した。2006年にはトニー・ミルズが、トニー・ハーネルが脱退したばかりのTNTへの加入を発表する。シャイと並行して活動するのかと思われたが、ほどなくしてシャイとは正式に決別する。一方のシャイは、2007年になってすぐに新ボーカリストのリー・スモールの加入を発表した。そして2011年にセルフ・タイトルとなる『シャイ』を9月に発表。しかしその直後の10月29日、リーダーのスティーヴが脳腫瘍で他界してしまった。バンドはそのまま活動休止中。

## メンバー

### 最新メンバー
- リー・スモール (Lee Small) - ボーカル
- ロイ・デイヴィス (Roy Davis) - ベース
- ジョー・バスケッツ (Joe Basketts) - キーボード
- ボブ・リチャーズ (Bob Richards) - ドラム

### 旧メンバー
- トニー・ミルズ (Tony Mills) - ボーカル (2019年死去)
- イアン・リチャードソン (Ian Richardson) - ギター
- スティーヴ・ハリス (Steve Harris) - ギター (2011年死去)
- アラン・ケリー (Alan Kelly) - ドラム
- パディ・マッケンナ (Paddy "Pat" McKenna) - キーボード、ギター
- ジョン・ワード (John "Wardi" Ward) - ボーカル
- マーク・バドリック (Mark Badrick) - ベース

## ディスコグラフィ

### アルバム
- 『ワンス・ビトゥン・トゥワイス・シャイ』 - Once Bitten...Twice... (1983年)
- 『ブレイヴ・ザ・ストーム』 - Brave the Storm (1985年)
- 『イクセス・オール・エリアズ』 - Excess All Areas (1987年)
- 『ミスペント・ユース』 - Misspent Youth (1989年)
- 『ウェルカム・トゥ・ザ・マッド・ハウス』 - Welcome to the Madhouse (1994年)
- 『リジェネレーション』 - Regeneration (1999年) ※未発表音源集。日本盤は下記『ライヴ・イン・ヨーロッパ』と2枚組で発売
- 『レット・ザ・ハンマー・フォール』 - Let the Hammer Fall (1999年)
- 『ライヴ・イン・ヨーロッパ』 - Live in Europe (1999年) ※1987年ライブ録音
- Breakaway (2001年) ※EP
- 『アンフィニッシュド・ビジネス』 - Unfinished Business (2002年)
- 『サンセット・アンド・ヴァイン』 - Sunset and Vine (2005年)
- Reflections: The Anthology 1983-2005 (2006年) ※コンピレーション
- 『シャイ』 - Shy (2011年)[1]